# Origes
Origes is een geslacht van spinnen uit de  familie van de Sparassidae (jachtkrabspinnen).

## Soorten
- Origes chloroticus Mello-Leitão, 1945
- Origes nigrovittatus (Keyserling, 1880)
- Origes pollens Simon, 1897